# Мамаева, Марина Владимировна
Марина Владимировна Мамаева (род. 31 марта 1968, Алма-Ата) — российская футболистка, выступавшая на позиции защитника, Мастер спорта России по футболу.

## Карьера
Первой футбольной командой была «Грация» Алма-Ата, которая впоследствии стала ЦСК ВВС Самара, в общей сложности отыграла 7 сезонов. В первом чемпионате СССР в 1990 году забила свой первый гол. В 1992—1995 годах провела в чемпионатах России 72 матча.
В 2003 году — тренер ЦСК ВВС.
Является арбитром ФИФА. В качестве главного судьи, а также судьи на линии обслуживала матчи чемпионата России среди женщин, а также мужских турнира дублёров РФПЛ и Второго дивизиона первенства России.

## Достижения
Командные
Чемпионат России по футболу среди женщин
- Чемпион России (2): 1993 и 1994
- Вице-чемпион России (2): 1992 и 1995

Кубок России по футболу среди женщин
- Обладатель Кубка (1): 1994
- Финалист Кубка (1): 1995

Личные
- Включалась в список «33 лучшие футболистки по итогам сезона»: 1993[8] и 1994[9].
- Лучший арбитр Чемпионата  России по футболу среди женщин 2012/2013 года[10].

## Матчи за сборную России
| №  | Дата       | Соперник       | Матч            | Счет | Сыграно минут | Забито мячей | Примечание |
| -- | ---------- | -------------- | --------------- | ---- | ------------- | ------------ | ---------- |
| 1  | 12.09.1992 | Нидерланды     | ТМ              | 1:4  | 45'           | —            | —          |
| 2  | 15.05.1994 | Польша         | ЧЕ—1995         | 0:0  | 90            | —            | —          |
| 3  | 14.06.1994 | Румыния        | ЧЕ—1995         | 1:0  | 90            | —            |            |
| 4  | 25.07.1994 | Энергия        | Тренировка      | 2:1  | 90            | —            | —          |
| 5  | 27.08.1994 | Гана           | Кубок Джалалита | 2:1  | 90            | —            | —          |
| 6  | 29.08.1994 | Болгария       | Кубок Джалалита | 1:0  | 90            | —            | —          |
| 7  | 03.09.1994 | Новая Зеландия | Кубок Джалалита | 1:0  | 90            | —            | —          |
| 8  | 07.09.1994 | Чили           | Кубок Джалалита | 2:0  | 90            | —            | —          |
| 9  | 09.09.1994 | Гана           | Кубок Джалалита | 1:2  | 90            | —            | —          |
| 10 | 18.09.1994 | Украина        | ЧЕ—1995         | 2:1  | 90            | —            | —          |